# Dimitrios Gounaris

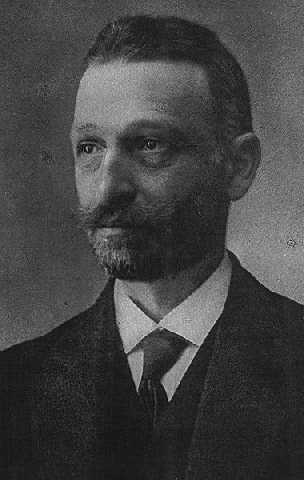
Dimitrios Gounaris

Dimitrios Gounaris (Grieks: Δημήτριος Γούναρης) (Patras, 5 januari 1866 – Athene, 15 november 1922) was een Grieks politicus, advocaat en premier van Griekenland van 10 maart tot 23 augustus 1915 en van 8 april 1921 tot 16 mei 1922.
Hij studeerde rechten aan de Universiteit van Athene. Hij was minister in verschillende regeringen en lid van het Parlement van Griekenland voor de Nationalistische Partij en later de Volkspartij sinds 1902. Gounaris was een tegenstander van Eleftherios Venizelos van de Liberale Partij. Toen Venizelos' rol in 1920 uitgespeeld was, werd Gounaris de belangrijkste politicus van Griekenland.
Nadat Griekenland de Grieks-Turkse Oorlog had verloren, werd hij samen met enkele belangrijke officieren aangeklaagd voor hoogverraad. Ze werden schuldig bevonden en op 15 november 1922 te Goudi, bij Athene, geëxecuteerd.
- Bibliothèque nationale de France: cb14978760f (data)
- Gemeinsame Normdatei: 13805391X
- International Standard Name Identifier: 0000 0000 5889 9590
- Library of Congress Control Number: n85101266
- Virtual International Authority File: 60512190
- WorldCat: E39PBJwRYhGHD3BKVGqrKQ6HYP